# Melanagromyza squamifera
Melanagromyza squamifera este o specie de muște din genul Melanagromyza, familia Agromyzidae, descrisă de Mitsuhiro Sasakawa în anul 2006.
Este endemică în Hong Kong. Conform Catalogue of Life specia Melanagromyza squamifera nu are subspecii cunoscute.